# 海岸線

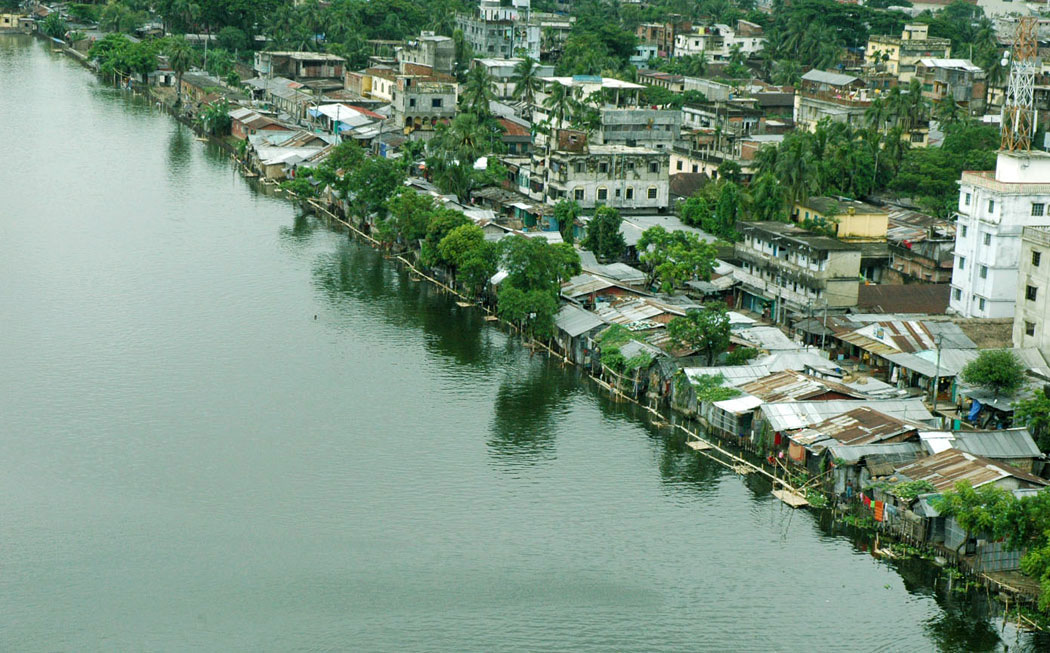
孟加拉吉大港海岸線

海岸線，海水面和陸地的分界線。

## 定义
- 在自然地理学上，海岸线通常是用海岸邊沙丘的最高點連線定義海岸线，在海岸悬崖地区则以悬崖线来划分。海岸线与大潮最低水位之间的地区称为滨岸。

- 对于测绘学而言，在海图上，有潮海为多年平均大潮高潮的水陆分界线；无潮海为平均海面的水陆分界线。而有航海图为了航海安全上的需要，海岸线以最低低潮线为分界线，一些航海图上的海岸线会比最低低潮线还略微要低一些。如此一来，航海图上表示的水深，在任何时间都比实际水深更浅，使得实际水深更深，以避免舰船搁浅。

- 在政治领域中，海岸线是指海水面与陆地接触的分界线。由于此分界线会因潮水的涨落而变动位置。大多数沿海国家规定海水大潮时连续数年的平均高潮位与陆地（包括大陆和海岛）的分界线为准。海岸线也分为大陆海岸线和岛屿海岸线两种。大陆海岸线只统计一地区大陆部分的海岸线长度；岛屿海岸线则统计其全部岛屿的海岸线；二者相加就是该地区的总体海岸线。

## 性质

### 数学性质
数学领域中对海岸线的研究还派生出分形学。这最早见于本華·曼德博于1967年在《科学》杂志发表的《英国的海岸线有多长？统计自相似和分数维度》一文，他在该文中认为，海岸线的长度是不确定的，而且在一定意义上是无限长的。当测量单位变小时，所得的长度就会无限增大，这是由于海岸线的极不光滑和极不规则性所导致。

### 地理性质
海岸线具有不断变化的性质，准确的测量海岸线被认为是不可能的。海岸线的变化归结来说有二，向海洋或向陆地推进。
海岸线时向海洋推进，时向陆地推进。以中国的天津为例，公元前海岸线在河北省的沧县和天津西侧一带的连线上，经过两千多年的演化，海岸线向海洋推进了几十公里。
而在地质时代第四纪中（距今约100万年左右），天津地区曾发生过两次海水入侵，当两次海水退出时，陆地大片露出，最远的海岸线曾到达渤海湾中的庙岛群岛。但经过100万年的演化，现在的海岸线向陆地推进了数百公里。
海岸线不断变化的原因有三：
其一，地壳的运动：这是海岸线变化的最主要原因。当地壳进行升降活动时，就会引起海水的侵入（海侵）或后退的现象，造成了海岸线的巨大变化。这种变化从未停止。例如：中国的山东海岸，由于地壳运动，而每年约垂直上升1.8毫米，每年约1.8毫米，若再过一万年，当地海岸地壳当上升18米。海岸线将向海洋推进。
其二，冰川的融化与扩展：这是海岸线变化的次要原因。地球南极北极有着数量巨大的冰川。地球气温的上升或下降，将影响冰川融化或扩展，影响了海平面的上升与下降。海岸线也随海平面的升降而改变。
其三，江河泥沙的堆积：江河流入海时会将大量泥沙堆积在海岸附近。经一段时间，泥沙堆积处将成为陆地，海岸线则向海洋推进。例如：中国的黄河含沙量丰富，平均含沙量为37千克/立方米，每年倾入大海的泥沙达16亿吨。由于泥沙在入海处大量沉积，黄河河口每年平均向大海推进2～3公里，依计算每年新增加约50平方公里的新淤陆地。由此海岸线也不断地向海洋推进。

## 应用
海岸线这概念与人类的政治，经济活动有莫大关联。例如海岸线划分了一国家领土及领海，进而影响一国家的领土与领海面积大小；而海岸线的长短，直曲也直接影响了一国家能否成为海洋大国。

### 海洋专属经济区
《联合国海洋法公约》第五十七条规定，一个国家的专属经济区包括自海岸线开始延伸二百海里海域的范围。
若两个国家的专属经济区重叠，公约的第七十四条指出解决办法，要求相关国家根据国际法达成对双方均“公平”的协定来规定他们所争执的海域疆界。
在实际操作中，有很多以海岸线的长短来划分专属经济区的例子。例如，在中国与日本对东海争夺的争论中，当日本提出用“中间线”平分两国之间的海域时，时任中国驻日大使王毅就称日本以面积狭小的琉球群岛与有漫长海岸线的中国进行“平分”海域是不公平的，也非国际上处理海域纠纷的通行办法。

## 各国海岸线长度
亚洲大陆海岸线长为69,900公里，欧洲是世界上海岸线最曲折复杂的洲。以下为世界上海岸线最长的一些国家：
| 排名 | 国家       | 海岸线长度（公里） |
| ---- | ---------- | ------------------ |
| 1    | 加拿大     | 202,080            |
| 2    | 挪威       | 83,281             |
| 3    | 印度尼西亞 | 54,716             |
| 4    | 俄羅斯     | 37,653             |
| 5    | 菲律賓     | 36,289             |
| 6    | 中国       | 32,075             |
| 7    | 日本       | 29,751             |
| 8    |            | 25,760             |
| 9    | 美国       | 19,924             |
| 10   | 新西兰     | 15,134             |
| 11   | 希腊       | 14,880             |
| 12   | 英国       | 12,429             |

详情请见各国海岸线长度列表。

## 参看
- 海岸
- 海蝕